# Associazione Calcio Torino 1972-1973
Questa voce raccoglie le informazioni riguardanti l'Associazione Calcio Torino nelle competizioni ufficiali della stagione 1972-1973.

## Società
- Presidente:
  - Orfeo Pianelli
- Segretario:
  - Giuseppe Bonetto
- Medico sociale:
  - Cesare Cattaneo

- Massaggiatore:
  - Bruno Colla
- Allenatore:
  - Gustavo Giagnoni

## Rosa
| N. |                   | Ruolo | Calciatore         |
| -- | ----------------- | ----- | ------------------ |
|    | Italia (bandiera) | P     | Luciano Castellini |
|    | Italia (bandiera) | P     | Claudio Garella    |
|    | Italia (bandiera) | P     | Franco Sattolo     |
|    | Italia (bandiera) | D     | Mario Barbaresi    |
|    | Italia (bandiera) | D     | Angelo Cereser     |
|    | Italia (bandiera) | D     | Arnaldo Crema      |
|    | Italia (bandiera) | D     | Natalino Fossati   |
|    | Italia (bandiera) | D     | Marino Lombardo    |
|    | Italia (bandiera) | D     | Renzo Martin       |
|    | Italia (bandiera) | D     | Giovanni Masiello  |
|    | Italia (bandiera) | D     | Roberto Mozzini    |
|    | Italia (bandiera) | D     | Luciano Zecchini   |
|    | Italia (bandiera) | C     | Aldo Agroppi       |

| N. |                   | Ruolo | Calciatore          |
| -- | ----------------- | ----- | ------------------- |
|    | Italia (bandiera) | C     | Sandro Crivelli     |
|    | Italia (bandiera) | C     | Giorgio Ferrini (c) |
|    | Italia (bandiera) | C     | Sergio Maddè        |
|    | Italia (bandiera) | C     | Walter Novellino    |
|    | Italia (bandiera) | C     | Rosario Rampanti    |
|    | Italia (bandiera) | C     | Claudio Sala        |
|    | Italia (bandiera) | C     | Sergio Taddei       |
|    | Italia (bandiera) | A     | Pierantonio Bortot  |
|    | Italia (bandiera) | A     | Gianni Bui          |
|    | Italia (bandiera) | A     | Claudio Pellegrini  |
|    | Italia (bandiera) | A     | Andrea Prunecchi    |
|    | Italia (bandiera) | A     | Paolino Pulici      |
|    | Italia (bandiera) | A     | Giovanni Toschi     |

## Calciomercato

### Sessione estiva
| Acquisti | Acquisti          | Acquisti   | Acquisti      |
| R.       | Nome              | da         | Modalità      |
| -------- | ----------------- | ---------- | ------------- |
| D        | Giovanni Masiello | Mantova    | definitivo    |
| C        | Sergio Maddè      | Mantova    | fine prestito |
| C        | Walter Novellino  | Legnano    | definitivo    |
| A        | Andrea Prunecchi  | Anconitana | definitivo    |

| Cessioni | Cessioni               | Cessioni   | Cessioni      |
| R.       | Nome                   | a          | Modalità      |
| -------- | ---------------------- | ---------- | ------------- |
| D        | Mario Barbaresi        | Ascoli     | definitivo    |
| D        | Gianfranco Della Donna | Cremonese  | definitivo    |
| D        | Giorgio Puia           | -          | fine carriera |
| C        | Roberto Ninni          | Anconitana | definitivo    |
| A        | Livio Luppi            | Verona     | definitivo    |
| A        | Andrea Prunecchi       | Rovereto   | definitivo    |
| A        | Ferdinando Rossi       | Piacenza   | prestito      |

## Risultati

### Serie A

#### Girone di andata
| Arbitro: | Porcelli (Lodi) |

|                                    |           |  |
| Toschi 11’ Fossati 34’ Agroppi 90’ | Marcatori |  |

| Arbitro: | Angonese (Mestre) |

|                              |           |            |
| Troja 14’ Vanello 67’ (rig.) | Marcatori | 20’ Pulici |

| Arbitro: | Serafino (Roma) |

|                 |           |  |
| Pulici 39’, 90’ | Marcatori |  |

| Firenze 29 ottobre 1972, ore 15:00 UTC+1 4ª giornata | Fiorentina        | 0 – 0 | Torino | Stadio Comunale (49.139 spett.)\| Arbitro: \| Toselli (Cormons) \| |
| Arbitro:                                             | Toselli (Cormons) |       |        |                                                                    |

| Arbitro: | Monti (Ancona) |

|                |           |              |
| Pulici 6’, 63’ | Marcatori | 77’ Anastasi |

| Arbitro: | Lattanzi (Roma) |

|              |           |  |
| Musiello 86’ | Marcatori |  |

| Arbitro: | Giunti (Arezzo) |

|                        |           |  |
| Agroppi 24’ Pulici 53’ | Marcatori |  |

| Arbitro: | Pieroni (Roma) |

|                      |           |  |
| Corso 3’ Mazzola 73’ | Marcatori |  |

| Arbitro: | Francescon (Padova) |

|               |           |  |
| Novellini 74’ | Marcatori |  |

| Torino 10 dicembre 1972, ore 14:30 UTC+1 10ª giornata | Torino            | 0 – 0 | Napoli | Stadio Comunale (29.959 spett.)\| Arbitro: \| Angonese (Mestre) \| |
| Arbitro:                                              | Angonese (Mestre) |       |        |                                                                    |

| Arbitro: | Branzoni (Pavia) |

|                         |           |                          |
| Pulici 64’, 73’ Bui 70’ | Marcatori | 39’, 90’ (rig.) Mascetti |

| Roma 24 dicembre 1972, ore 14:30 UTC+1 12ª giornata | Lazio           | 0 – 0 | Torino | Stadio Olimpico (32.021 spett.)\| Arbitro: \| Giunti (Arezzo) \| |
| Arbitro:                                            | Giunti (Arezzo) |       |        |                                                                  |

| Arbitro: | Francescon (Padova) |

|            |           |  |
| Rivera 87’ | Marcatori |  |

| Torino 7 gennaio 1973, ore 14:30 UTC+1 14ª giornata | Torino             | 0 – 0 | Cagliari | Stadio Comunale (26.889 spett.)\| Arbitro: \| Bernardis (Milano) \| |
| Arbitro:                                            | Bernardis (Milano) |       |          |                                                                     |

| Arbitro: | Lattanzi (Roma) |

|                         |           |         |
| Spadetto 4’ Badiani 66’ | Marcatori | 42’ Bui |

#### Girone di ritorno
| Arbitro: | Branzoni (Pavia) |

|             |           |  |
| Galuppi 82’ | Marcatori |  |

| Arbitro: | Ciacci (Firenze) |

|                        |           |  |
| Pulici 15’, 51’ (rig.) | Marcatori |  |

| Terni 11 febbraio 1973, ore 15:00 UTC+1 18ª giornata | Ternana         | 0 – 0 | Torino | Stadio Libero Liberati (18.244 spett.)\| Arbitro: \| Giunti (Arezzo) \| |
| Arbitro:                                             | Giunti (Arezzo) |       |        |                                                                         |

| Arbitro: | Casarin (Milano) |

|                                              |           |  |
| Galdiolo 7’ (aut.) Bui 29’ Pulici 66’ (rig.) | Marcatori |  |

| Arbitro: | Toselli (Cormons) |

|  |           |                               |
|  | Marcatori | 59’ (rig.) Pulici 72’ Agroppi |

| Arbitro: | Trinchieri (Reggio Emilia) |

|                         |           |            |
| Pulici 37’ Rampanti 41’ | Marcatori | 9’ Carelli |

| Arbitro: | Torelli (Milano) |

|                |           |  |
| Cappellini 75’ | Marcatori |  |

| Arbitro: | Panzino (Catanzaro) |

|                                         |           |  |
| C. Sala 10’, 71’ Pulici 81’ (rig.), 84’ | Marcatori |  |

| Arbitro: | Calì (Roma) |

|                                    |           |             |
| Pulici 1’ Rampanti 24’ C. Sala 74’ | Marcatori | 27’ Savoldi |

| Arbitro: | Toselli (Cormons) |

|             |           |             |
| Mariani 75’ | Marcatori | 86’ C. Sala |

| Verona 22 aprile 1973, ore 15:30 UTC+2 26ª giornata | Verona               | 0 – 0 | Torino | Stadio Marcantonio Bentegodi (20.518 spett.)\| Arbitro: \| Gialluisi (Barletta) \| |
| Arbitro:                                            | Gialluisi (Barletta) |       |        |                                                                                    |

| Torino 29 aprile 1973, ore 15:30 UTC+2 27ª giornata | Torino              | 0 – 0 | Lazio | Stadio Comunale (36.828 spett.)\| Arbitro: \| Panzino (Catanzaro) \| |
| Arbitro:                                            | Panzino (Catanzaro) |       |       |                                                                      |

| Arbitro: | Angonese (Mestre) |

|                           |           |                           |
| Pulici 21’ (rig.) Bui 24’ | Marcatori | 49’ Chiarugi 81’ Sabadini |

| Arbitro: | Menicucci (Firenze) |

|              |           |  |
| Maraschi 19’ | Marcatori |  |

| Arbitro: | Lattanzi (Roma) |

|  |           |          |
|  | Marcatori | 78’ Boni |

### Coppa Italia

#### Girone eliminatorio
| Arbitro: | Gussoni (Tradate) |

|            |           |                |
| Pulici 64’ | Marcatori | 72’ Speggiorin |

| Arbitro: | Giunti (Arezzo) |

|                               |           |                       |
| Vignando 22’ (rig.) Zanon 78’ | Marcatori | 44’ (aut.) Stefanello |

| Torino 6 settembre 1972, ore 21:00 UTC+2 4ª giornata | Torino              | 0 – 0 | Brescia | Stadio Comunale (5.100 spett.)\| Arbitro: \| Panzino (Catanzaro) \| |
| Arbitro:                                             | Panzino (Catanzaro) |       |         |                                                                     |

| Arbitro: | Cantelli (Firenze) |

|  |           |            |
|  | Marcatori | 61’ Toschi |

### Coppa UEFA

#### Primo turno
| Arbitro: | Cassar Naudi |

|                 |           |  |
| Toschi 11’, 45’ | Marcatori |  |

| Arbitro: | Eschweiler |

|                              |           |  |
| Soto 5’, 47’ Germán 39’, 72’ | Marcatori |  |

### Coppa Anglo-Italiana

#### Fase a gironi
| Arbitro: | New |

|  |           |           |
|  | Marcatori | 83’ Burns |

| Arbitro: | Bernardis |

|            |           |              |
| Clarke 31’ | Marcatori | 71’ Rampanti |

| Arbitro: | James |

|             |           |            |
| C. Sala 86’ | Marcatori | 46’ Strong |

| Arbitro: | Porcelli (Lodi) |

|                                                                             |           |            |
| Masiello 22’ (aut.) Macdonald 46’ Smith 48’ Masiello 56’ (aut.) Hibbitt 83’ | Marcatori | 47’ Toschi |

## Statistiche

### Statistiche di squadra
| Competizione         | Punti | In casa | In casa | In casa | In casa | In casa | In casa | In trasferta | In trasferta | In trasferta | In trasferta | In trasferta | In trasferta | Totale | Totale | Totale | Totale | Totale | Totale | DR  |
| Competizione         | Punti | G       | V       | N       | P       | Gf      | Gs      | G            | V            | N            | P            | Gf           | Gs           | G      | V      | N      | P      | Gf     | Gs     | DR  |
| -------------------- | ----- | ------- | ------- | ------- | ------- | ------- | ------- | ------------ | ------------ | ------------ | ------------ | ------------ | ------------ | ------ | ------ | ------ | ------ | ------ | ------ | --- |
| Serie A              | 31    | 15      | 10      | 4       | 1       | 28      | 8       | 15           | 1            | 5            | 9            | 5            | 13           | 30     | 11     | 9      | 10     | 33     | 21     | +12 |
| Coppa Italia         | 4     | 2       | 0       | 2       | 0       | 1       | 1       | 2            | 1            | 0            | 1            | 2            | 2            | 4      | 1      | 2      | 1      | 3      | 3      | 0   |
| Coppa UEFA           | -     | 1       | 1       | 0       | 0       | 2       | 0       | 1            | 0            | 0            | 1            | 0            | 4            | 2      | 1      | 0      | 1      | 2      | 4      | -2  |
| Coppa Anglo-Italiana | 2     | 2       | 0       | 1       | 1       | 1       | 2       | 2            | 0            | 1            | 1            | 2            | 6            | 4      | 0      | 2      | 2      | 3      | 8      | -5  |
| Totale               | -     | 20      | 11      | 7       | 2       | 32      | 11      | 20           | 2            | 6            | 12           | 9            | 25           | 40     | 13     | 13     | 14     | 41     | 36     | +5  |

### Statistiche dei giocatori
| Giocatore     | Serie A  | Serie A | Coppa Italia | Coppa Italia | Coppa UEFA | Coppa UEFA | Torneo Anglo-Italiano | Torneo Anglo-Italiano | Totale   | Totale |
| Giocatore     | Presenze | Reti    | Presenze     | Reti         | Presenze   | Reti       | Presenze              | Reti                  | Presenze | Reti   |
| ------------- | -------- | ------- | ------------ | ------------ | ---------- | ---------- | --------------------- | --------------------- | -------- | ------ |
| A. Agroppi    | 26       | 3       | 3            | 0            | 2          | 0          | 1                     | 0                     | 32       | 3      |
| M. Barbaresi  | 0        | 0       | 0            | 0            | 0          | 0          | 1                     | 0                     | 1        | 0      |
| P. Bortot     | 1        | 0       | 0            | 0            | 0          | 0          | 1                     | 0                     | 2        | 0      |
| G. Bui        | 20       | 4       | 3            | 0            | 2          | 0          | 4                     | 0                     | 29       | 4      |
| L. Castellini | 24       | -18     | 4            | -3           | 2          | -4         | 3                     | -7                    | 33       | -32    |
| A. Cereser    | 14       | 0       | 0            | 0            | 0          | 0          | 4                     | 0                     | 18       | 0      |
| A. Crema      | 0        | 0       | 0            | 0            | 0          | 0          | 1                     | 0                     | 1        | 0      |
| S. Crivelli   | 15       | 0       | 3            | 0            | 0          | 0          | 3                     | 0                     | 21       | 0      |
| G. Ferrini    | 29       | 0       | 4            | 0            | 2          | 0          | 2                     | 0                     | 37       | 0      |
| N. Fossati    | 30       | 1       | 4            | 0            | 2          | 0          | 3                     | 0                     | 39       | 1      |
| C. Garella    | 1        | -0      | 0            | -0           | 0          | -0         | 0                     | -0                    | 1        | -0     |
| M. Lombardo   | 20       | 0       | 3            | 0            | 2          | 0          | 2                     | 0                     | 27       | 0      |
| S. Maddè      | 10       | 0       | 2            | 0            | 1          | 0          | 4                     | 0                     | 17       | 0      |
| R. Martin     | 0        | 0       | 0            | 0            | 0          | 0          | 1                     | 0                     | 1        | 0      |
| G. Masiello   | 5        | 0       | 0            | 0            | 0          | 0          | 4                     | 0                     | 9        | 0      |
| R. Mozzini    | 25       | 0       | 3            | 0            | 2          | 0          | 2                     | 0                     | 32       | 0      |
| W. Novellino  | 1        | 0       | 1            | 0            | 0          | 0          | 1                     | 0                     | 3        | 0      |
| C. Pellegrini | 0        | 0       | 0            | 0            | 0          | 0          | 1                     | 0                     | 1        | 0      |
| A. Prunecchi  | 0        | 0       | 0            | 0            | 0          | 0          | 1                     | 0                     | 1        | 0      |
| P. Pulici     | 29       | 17      | 4            | 1            | 2          | 0          | 1                     | 0                     | 36       | 18     |
| R. Rampanti   | 26       | 2       | 4            | 0            | 2          | 0          | 4                     | 1                     | 36       | 3      |
| C. Sala       | 18       | 4       | 3            | 0            | 2          | 0          | 1                     | 1                     | 24       | 5      |
| F. Sattolo    | 6        | -3      | 0            | -0           | 0          | -0         | 1                     | -1                    | 7        | -4     |
| S. Taddei     | 1        | 0       | 0            | 0            | 0          | 0          | 0                     | 0                     | 1        | 0      |
| G. Toschi     | 17       | 1       | 4            | 1            | 2          | 2          | 2                     | 1                     | 25       | 5      |
| L. Zecchini   | 30       | 0       | 4            | 0            | 2          | 0          | 3                     | 0                     | 39       | 0      |

## Giovanili

### Piazzamenti
- Primavera:
  - Campionato:
  - Coppa Italia:
  - Torneo di Viareggio: Ottavi di finale
- Allievi Nazionali:
  - Campionato: Vincitore